# Akilles Järvinen
Akilles Järvinen, född 19 september 1905 i Jyväskylä, död 7 mars 1943 i Tammerfors, var en finländsk friidrottare. Han var son till Verner Järvinen.
Järvinen blev olympisk silvermedaljör i tiokamp vid sommarspelen 1928 i Amsterdam och vid sommarspelen 1932 i Los Angeles. Han var tvungen att lämna återbud till deltagande på det olympiska sommarspelet 1936 i Berlin på grund av matförgiftning.
Järvinen dog 1943 i en militär övningsflygning under andra världskriget.